# Vrh pri Površju
Vrh pri Površju – wieś w Słowenii, w gminie Krško. W 2018 roku liczyła 40 mieszkańców.